# Bernardo Porta
Bernardo Porta (Roma, 1758 - París, 1832) fou un compositor italià.
Fou deixeble de Durante i Magrini, desenvolupant algun temps la plaça de mestre de capella de Tívoli, la qual deixà per fixar la seva residència a Roma. Allà estrenà La contesa d'Amalfi i alguna altra òpera, amb escàs èxit, pel que abandonà la seva pàtria i es traslladà a París, on fou professor d'harmonia de l'escola de música dirigida per Choron. Tant les seves obres dramàtiques com les instrumentals i religioses, són d'escàs valor.
Entre les primeres cal citar:
- Le diable à quatre (París, 1788);
- Pagamin (París, 1792);
- Laurette en Village (1793);
- L'orade (1797);
- Le prisonier français (1798);
- Deux morts qui se volent (1800);
- Les deux statues (1800);
- Les Oraces (1800);
- Le connétable (1804), totes representades a París. També deixà algunes composicions religioses i instrumentals.